# Pholisora
Pholisora este un gen de fluturi din familia Hesperiidae. 

## Specii
- Pholisora catullus (Fabricius, 1793)
- Pholisora mejicanus (Reakirt, [1867])